# Rømlingane
Rømlingane är en bergstopp i Antarktis. Den ligger i Östantarktis. Norge gör anspråk på området. Toppen på Rømlingane är 1 466 meter över havet.
Terrängen runt Rømlingane är platt västerut, men österut är den kuperad. Trakten är obefolkad. Det finns inga samhällen i närheten. 